# Luppé-Violles
 Luppé-Violles  là một xã thuộc tỉnh Gers trong vùng Occitanie tây nam nước Pháp. Xã này có độ cao trung bình 141 mét trên mực nước biển.